# Niclosamide
Niclosamide, được bán dưới tên thương mại là Niclocide cùng với một số những tên khác, là một loại thuốc dùng để điều trị bệnh nhiễm sán dây. Các bệnh sán dây mà thuốc có thể điều trị bao gồm nhiễm sán diphyllobothrium, bệnh hymenolepsis, và taeniasis. Tuy nhiên, chúng không hiệu quả khi đối phó với các loại giun khác như giun kim hoặc giun tròn. Thuốc được dùng qua đường uống.
Các tác dụng phụ có thể kể đến như buồn nôn, nôn, đau bụng, táo bón và ngứa. Tác dụng phụ hiếm gặp hơn là chóng mặt, phát ban da, buồn ngủ, ngứa quanh hậu môn, hoặc vị giác khó chịu. Thuốc có thể được sử dụng trong khi mang thai và có vẻ là an toàn cho em bé. Niclosamide thuộc họ thuốc kháng sán lá. Chúng hoạt động bằng cách ngăn chặn việc hấp thu đường trong các tế bào của sán.
Niclosamide được phát hiện vào năm 1958. Nó nằm trong danh sách các loại thuốc thiết yếu của Tổ chức Y tế Thế giới, tức là các loại thuốc hiệu quả và an toàn nhất cần thiết trong một hệ thống y tế. Chi phí bán buôn ở các nước đang phát triển là khoảng 0,24 USD cho một quá trình điều trị. Thuốc này không được bán ở Hoa Kỳ. Ngoài ra, thuốc cũng có hiệu quả trên một số động vật khác.

## Cơ chế hoạt động
Niclosamide ức chế quá trình hấp thu glucose, phosphoryl hóa oxy hóa, và chuyển hóa kỵ khí trong sán dây.